# كهف بوكا روكا
كهف بوكا روكا (بالإنجليزية: Poca Roca Cave)‏ هو كهف يقع ضمن أقاليم ما وراء البحار البريطانية في منطقة جبل طارق التابعة للتاج البريطاني.